# August Lodewijk Willem Seyffardt
August Lodewijk Willem Seyffardt (Den Helder, 14 december 1840 – 's-Gravenhage, 10 november 1909) was een Nederlands militair en politicus.
Seyffardt, zoon van majoor A.L.W.C. Seyffard, was een links-liberale minister van Oorlog in het kabinet-Van Tienhoven. Als officier en Kamerlid was hij pleitbezorger van algemene oefenplicht en een volksleger. Hij kon als minister echter weinig tot stand brengen, omdat hij te veel idealist was. Hij had een slechte relatie met koningin-regentes Emma door een geschil over officiersbenoemingen bij de Grenadiers en Jagers. Seyffardt was mede-oprichter van de Vereeniging Volksweerbaarheid.

## Decoraties
Hij was ridder in de Orde van de Nederlandse Leeuw en commandeur der Orde van Oranje-Nassau.